# Hermann Haarmann
Hermann Haarmann (* 18. September 1946 in Vehrte (heute Belm)) ist ein deutscher Kommunikationshistoriker und Kulturtheoretiker. Er ist Professor am Institut für Publizistik- und Kommunikationswissenschaft und Direktor des Instituts für Kommunikationsgeschichte und angewandte Kulturwissenschaft an der Freien Universität Berlin.

## Leben
Nach dem Studium der Germanistik, Theaterwissenschaft und Publizistik in Münster und Berlin promovierte Haarmann 1974 an der Freien Universität Berlin. Im Anschluss arbeitete er an der Universität GHS Essen, wo er sich 1989 habilitierte. 1990 wurde er auf eine Professur für „Kommunikationsgeschichte mit dem Schwerpunkt Exil“ an die FU Berlin berufen. Haarmann ist Direktor des Instituts für Kommunikationsgeschichte und angewandte Kulturwissenschaft (IKK). Seit 1996 ist er zusätzlich Professor am Institut für Kultur- und Medienmanagement, dessen stellvertretender Direktor er seit 2004 ist.

## Werk
Haarmann erforscht die Geschichte der öffentlichen Kommunikation. Sein Schwerpunkt liegt auf der Exilliteratur und -publizistik 1933 bis 1945. Drama und Theater der Neuzeit sowie die Kulturtheorie der Moderne sind weitere Schwerpunkte seiner Forschung. Im Jahr 1983 wirkte er an der Gedenkausstellung der Akademie der Künste (Berlin) zum 50. Jahrestag der Bücherverbrennung 1933 mit, es folgten Ausstellungen zu Alfred Kerr und zur Zeitschrift Der Querschnitt. Im Jahr 2000 gründete er die Schriftenreihe „akte exil“ mit dem Ziel, unbekanntes Archivmaterial von und über deutsche Exulanten öffentlich zugänglich zu machen. Bislang erschienen 10 Bände. Haarmann ist Herausgeber zahlreicher Editionen, zum Beispiel von Carl Einstein, Alfred Kerr, Friedrich Wolf und Erwin Piscator. Im September 2014 erschien eine dreibändige Briefedition „Briefe an Bertolt Brecht im Exil“.

## Auszeichnungen
2016 erhielt Hermann Haarmann das Bundesverdienstkreuz am Bande.

## Schriften (Auswahl)

### Schriftenreihen
- mit Falko Schmieder: Herausgeber von Kommunikation & Kultur. Schriftenreihe des Instituts für Kommunikationsgeschichte und angewandte Kulturwissenschaften def Freien Universität Berlin, Tectum Baden-Baden.

### Monographien
- Theater und Geschichte. Zur Theorie des Theaters als gesellschaftlicher Praxis (Dissertation), Gießen 1974, ISBN 978-3-920352-44-2.
- Aspekte des Dramas. Eine Einführung in die Theatergeschichte und Dramenanalyse, 4. neubearb. und erweit. Ausgabe, Opladen 1996 (mit Heinz Geiger), ISBN 978-3-531-22147-2.
- 'Pleite glotzt euch an. Restlos.' Satire in der Publizistik der Weimarer Republik, Opladen 1999 (unter Mitarbeit von Andrea Klein), ISBN 978-3-531-13295-2.

### Sammelbände
- „Das war ein Vorspiel nur …“ Bücherverbrennung Deutschland 1933. Voraussetzungen und Folgen. Ausstellungskatalog der Akademie der Künste, Berlin/Wien 1983 (Hrsg. mit Walter Huder und Klaus Siebenhaar).
- Mit der Kamera in die Welt. Richard Fleischhut (1881–1951), Photograph, Bönen 2005 (Hrsg. mit Ingrid Peckskamp-Lürßen), ISBN 978-3-937390-67-3.

### Herausgaben
- mit Anne Hartmann: „Auf nach Moskau!“ Reiseberichte aus dem Exil (= Kommunikation & Kultur Band 8). Tectum, Baden-Baden 2018, ISBN 978-3-8288-4115-4.

### Editionen
- George Grosz, New York 1934. Skizzenbücher, Briefe und Erinnerungen, Berlin 2007, ISBN 978-3-936962-25-3.
- Erwin Piscator, Berliner Ausgabe, Briefe (insgesamt 7. Bde.), hrsg. und kommentiert von Peter Diezel, Berlin 2005–2011.

Ein annotiertes Schriftenverzeichnis steht auf der Homepage Herrmann Haarmanns.